# Asplenium serricula
Asplenium serricula là một loài thực vật có mạch trong họ Aspleniaceae. Loài này được Fée miêu tả khoa học đầu tiên năm 1852.